# The Pleasure Seekers (film fra 1920)
The Pleasure Seekers er en amerikansk stumfilm fra 1920 af George Archainbaud.

## Medvirkende
- Elaine Hammerstein som Mary Murdock
- James A. Furey som Snowden
- Webster Campbell som Craig Winchell
- Marguerite Clayton som Clara Marshall
- Frank Currier som John Winchell